# Gianmarco Pozzecco

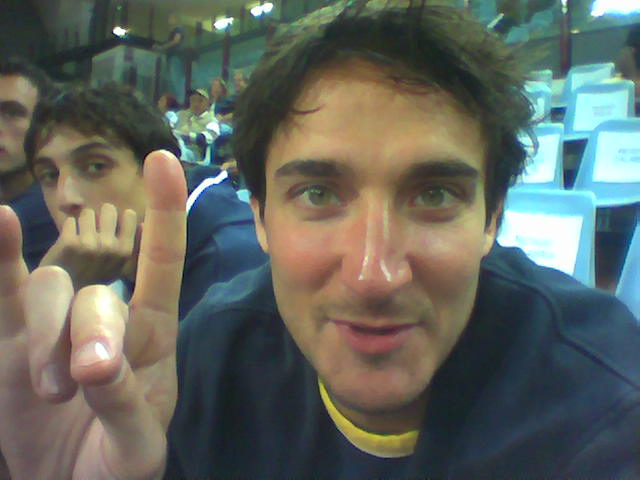
Gianmarco Pozzecco, 2003.

Gianmarco Pozzecco, född 15 september 1972 i Gorizia, Italien, är en italiensk baskettränare och tidigare basketspelare (point guard). Sedan 2022 är han förbundskapten för Italiens herrlandslag.
Som spelare var han med tog OS-silver 2004 i Aten. Detta var Italiens  första medalj på 24 år i herrbasket vid olympiska sommarspelen. 2003 tog han med landslaget brons vid basket-EM i Sverige. Han spelade bland annat flera säsonger i Pallacanestro Varese och Fortitudo Bologna i Italien.